# Carlos Vierra House
La Carlos Vierra House est une maison américaine à Santa Fe, dans le comté de Santa Fe, au Nouveau-Mexique. Dessinée par Carlos Vierra  dans le style Pueblo Revival, elle est construite entre 1918 et 1920. Elle est inscrite au Registre national des lieux historiques depuis le 3 août 1979.